# Казимирово (Кормянский район)
Казимирово (бел. Казіміроў) — деревня в Литвиновичском сельсовете Кормянского района Гомельской области Беларуси.
Около деревни расположены небольшие месторождения мела и железняка.

## География

### Расположение
В 20 км на северо-восток от Кормы, в 75 км от железнодорожной станции Рогачёв (на линии Могилёв — Жлобин), в 130 км от Гомеля.

### Гидрография
На реке Сож (приток реки Днепр).

## Транспортная сеть
Транспортные связи по просёлочной, затем автомобильной дороге Корма — Литвиновичи. Планировка состоит из 2 параллельных между собой улиц, ориентированных с юго-запада на северо-восток. Застройка двусторонняя, неплотная, деревянная, усадебного типа.

## История
О деятельности человека с давних времён в этих местах свидетельствуют поселения эпохи неолита и бронзового века (в 0,7 км на восток от деревни, на невысокой возвышенности) и курганный могильник — 46 насыпей (в 1 км на север от деревни, на правом берегу реки Сож). Согласно письменным источникам известна с начала XX века как деревня в Рогачёвском уезде Могилёвской губернии. Наиболее активная застройка велась в 1920-е годы. В 1931 году жители вступили в колхоз, работали ветряная мельница и кузница. Согласно переписи 1959 года в составе колхоза имени П. М. Лепешинского (центр — деревня Литвиновичи).

## Население

### Численность
- 2004 год — 11 хозяйств, 15 жителей.

### Динамика
- 1959 год — 167 жителей (согласно переписи).
- 2004 год — 11 хозяйств, 15 жителей.

## Достопримечательность
- Археологический комплекс периода Средневековья (X–XIII в.в.)